# Chelostoma rapunculi
Chelostoma rapunculi ist eine Scherenbiene aus der Familie Megachilidae. Sie ist eine solitäre, nestbauende Biene, die in Deutschland von Mitte Juni bis Ende August fliegt. Auf Deutsch wird sie auch Große Glockenblumen-Scherenbiene genannt.

## Merkmale

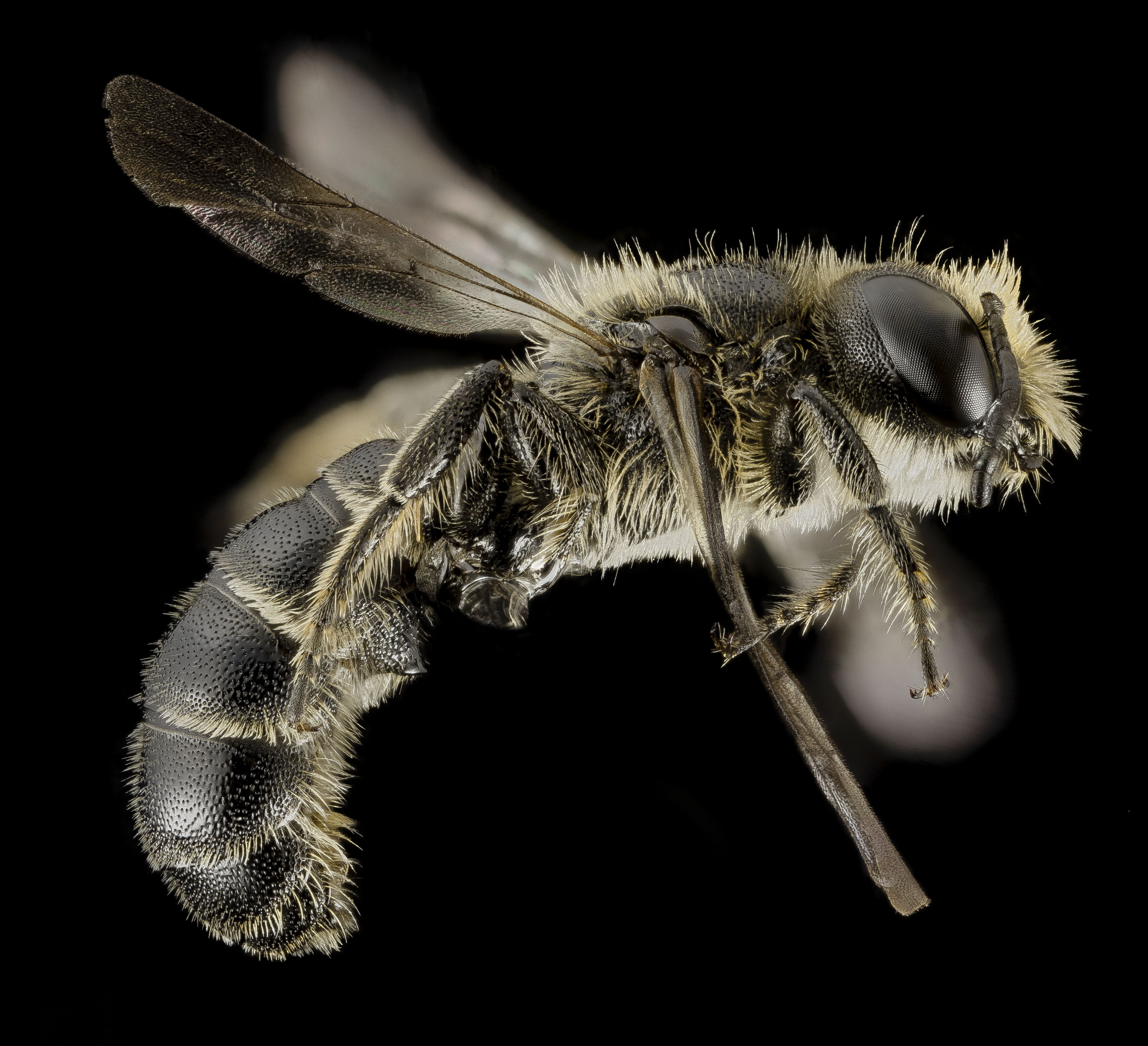
Chelostoma rapunculi, Männchen

Chelostoma rapunculi ist eine relativ große Scherenbiene von 8 bis 10 mm Länge. Sie hat einen schmalen, langgestreckten Körper, die Cuticula ist schwarz. Sie ist nur schütter behaart und hat scherenartige Mandibel. Die Weibchen haben eine gelbliche Bauchbürste und deutliche weiße Endbinden an den Tergiten. Ch. rapunculi ist ähnlich wie Chelostoma florisomne. Bei den Männchen gibt es Unterschiede am Endsegment, bei den Weibchen ermöglicht vor allem der unterschiedliche Blütenbesuch eine Unterscheidung im Feld (Ch. florisomne: Ranunculus, Ch. rapunculi: Glockenblumen, siehe unten).

## Verbreitung und Lebensraum
Die Art ist in weiten Teilen der Paläarktis verbreitet sowie in Nordamerika eingeschleppt. Sie  kommt in praktisch ganz Europa vor, nordwärts bis Mittelschweden und Finnland, südwärts bis Apulien, Sizilien und Griechenland. Sie ist auch in Israel und dem Iran verbreitet. Die Art ist über Kleinasien, den Kaukasus, Zentralasien bis in den Fernen Osten zu finden. In Nordafrika  wurde C. rapuncili in Marokko und Algerien nachgewiesen. In Deutschland, Österreich und der Schweiz ist die Art aus allen Regionen gemeldet und gilt meist als häufig. In den Alpen kommt sie bis in 2000 m Höhe vor.
C. rapunculi kommt vor allem an Waldrändern, in Lichtungen und Kahlschlägen vor. Sie ist aber auch auf Ruderalflächen, Fettwiesen, Hochwasserdämmen sowie in Gärten und Parks verbreitet. Wichtig ist, dass Glockenblumen, ihre Pollenquelle, in der Nähe blühen und Totholz als Nestmaterial vorhanden sind.

## Lebensweise
Diese Scherenbiene hat eine Generation im Jahr. Die Hauptaktivität nistender Weibchen in Deutschland ist von Anfang Juli bis Mitte August. Die Weibchen nisten in vorhandenen Hohlräumen in Totholz, insbesondere Insektenfraßgänge. Es werden zum Beispiel „wurmstichige“ Balken, abgestorbene Äste, alte Zaunpfähle, Schilfmatten und Reetdächer als Nistplätze angenommen. Sie nimmt auch Nisthilfen an, geeignet ist Holz mit Löchern (Durchmesser der Bohrlöcher ca. 3,5 mm) oder Halme, Stängel, Schilfröhrchen. Sie kann auch im Boden nisten. Die Nester bestehen aus einer bis sechs Brutzellen in einer Linie. Die Zwischenwände und der Nestverschluss bestehen aus einem Mörtel, der Lehm oder Sand besteht, welche vermutlich mit Speichel und Nektar durchtränkt wurden. In den weichen Mörtel werden kleine Steinchen gesetzt. Nach dem Trocknen ist der Nestverschluss steinhart und wird im Laufe der Monate grau (verpilzt). Die Weibchen sammeln ausschließlich Pollen von Glockenblumen der Gattung Campanula und nahe verwandten Gattungen, sie sind also oligolektisch. Männchen übernachten gerne in den Blüten der Glockenblumen, sie trinken außer dem Nektar von Glockenblumen auch Nektar in Blüten von Storchschnäbeln.
Parasiten: Bei dieser Scherenbiene lebt die Düsterbiene Stelis minuta als Kuckucksbiene, außerdem parasitieren Sapyga quinquepunctata und Sapyga similis an ihr.